# Переяслов Володимир Євгенович
Володи́мир Євге́нович Перея́слов (23 серпня 1983 — 3 вересня 2014) — старший солдат Збройних сил України, учасник російсько-української війни.

## Життєвий шлях
Народився 1983 року в селі Стецьківка (Сумський район, Сумська область). Закінчив Стецьківську ЗОШ, відслужив строкову службу, повернувся додому. Закінчив курси ДТСААФ, придбав «Газель», перевозив вантажі, займався зварюванням, з нареченою готувалися до весілля.
Мобілізований в кінці березня 2014-го, старший механік-водій, 27-й реактивний артилерійський полк. З літа 2014-го перебував у складі підрозділу в зоні бойових дій.
3 вересня 2014-го загинув під час обстрілу з території РФ із РСЗВ «Смерч» базового табору 27-го полку під Старобільськом. Знайшли його через 4 доби засипаним у бліндажі.
Похований в місті Суми, Центральне кладовище, Алея поховань Почесних громадян.
Без Володимира лишилися мама Лариса Василівна, батько Євген Миколайович, брат Віталій.

## Нагороди і вшанування
За особисту мужність і героїзм, виявлені у захисті державного суверенітету та територіальної цілісності України, вірність військовій присязі під час російсько-української війни, відзначений — нагороджений
- орденом «За мужність» III ступеня (посмертно)
- Його портрет розміщений на меморіалі «Стіна пам'яті полеглих за Україну» у Києві: секція 4, ряд 8, місце 4
- Вшановується в меморіальному комплексі «Зала пам'яті», в щоденному ранковому церемоніалі 3 вересня[1]
- 1 вересня 2015 року в селі Стецьківка на фасаді будівлі загальноосвітньої школи йому встановлено меморіальну дошку.